# Кушаев, Хафиз Кушаевич
Кушаев Хафиз Кушаевич (баш. Ҡушаев Хафиз Ҡушай улы, 1888—1937) — государственный и общественный деятель, председатель БашЦИКа (1922—1929).

## Биография
Родился 15 октября 1888 года в деревне Салеево Челябинского уезда Оренбургской губернии (ныне деревня Кузяшева Аргаяшского района Челябинской области).
Сначала обучался в сельском мектебе. Затем он продолжил обучение в медресе «Галия» города Казань, которое не закончил по причине исключения его за участие в революционном движении.
В период с 1909 года по 1917 года служил в армии Российской империи. В 1917 году становится командиром взвода в Иркутском гарнизоне.
После Октябрьской революции, становится активным участником Башкирского национального движения за создание автономии Башкурдистана.
В январе 1918 года на районном съезде избран членом Аргаяшского кантонного совета (шуро), заведовал земельным отделом.
После образования Башкирской АССР, в период с 1919 года по 1921 год работал военным комиссаром и председателем исполнительного комитета Аргаяшского кантона.
После расширении территории Башкирской АССР в 1922 году был избран председателем нового состава Башкирского центрального исполнительного комитета и работал в этой должности до 1929 года. Принимал участие в создании нового башкирского алфавита на латинской графике, взамен арабской.
В период с 1929 года по 1937 год работал в ЦИК СССР, а с марта по июль 1937 года занимал должность заместителя редактора издательства «Власть советов».
В 1937 году репрессирован как «башкирский националист»: 19 июля — арестован, расстрелян 27 сентября. Похоронен в Донском кладбище. Реабилитирован 30 июля 1957 года.

## Семья
Жена — Рабига Юмагуловна Кушаева-Юмагулова (1901—1937), сестра Хариса Юмагулова. Являлась делегаткой I Всебашкирского курултая (съезда), работала редактором газеты «Азат ҡатын» («Свободная женщина»). В 1937 году была убита во время рабочей командировки в г. Калинин.
Дети:
Минсылу, умерла от дифтерии в 1923 году.
Тансылу (Дина), стала солисткой Пермского оперного театра. Народная артистка РСФСР. (5.04.1925 - 17.08.1996)
Ирек, после смерти родителей в возрасте 5 лет был отдан в детский дом. Дальнейшая его судьба неизвестна.

## Память
- В 2008 году деревне Кузяш Аргаяшского района Челябинской области состоялось открытие мемориальной доски в честь государственного деятеля Хафиза Кушаева[6].